# Реовирус
Реовирус (лат. Reoviridae) је припадник мале групе животињских и биљних вируса који имају сфероидан облик и садрже дволанчану РНК. Најпознатији родови су Orthoreovirus, Orbivirus, Rotavirus и Phytoreovirus. Прва три нападају животиње; последњи може да уништи усеве пиринча, кукуруза и других житарица.